# زاريتشني (مقاطعة سفيردلوفسك)
زاريتشني، سفيردلوفسك أوبلاست(بالروسية: Заречный) هي إحدى مدن روسيا في الكيان الفدرالي الروسي سفيردلوفسك أوبلاست.